# David Saint-Jacques
Pour les articles homonymes, voir Saint-Jacques.
David Saint-Jacques, né le 6 janvier 1970 à Québec au Canada, est un astronaute de l'Agence spatiale canadienne. Sélectionné en 2009, il est également astrophysicien, médecin et ingénieur.

## Biographie

### Études
Né à Québec, il grandit à Saint-Lambert, en banlieue de Montréal. Il a étudié en sciences de la nature au Collège de Maisonneuve, un cégep montréalais. En 1993, il obtient un baccalauréat en génie physique de l'École polytechnique de Montréal, puis, en 1998, un doctorat en astrophysique de l'Université de Cambridge. Ses études portent sur l'observation astronomique et la conception et fabrication d'instruments télescopiques. Il mène des recherches postdoctorales sur le développement de l'interféromètre infrarouge Mitaka au Japon et du système optique du télescope Subaru à Hawaï. En 2005, il obtient un doctorat en médecine de l'Université Laval. Il complète sa résidence à l'Université McGill où il se spécialise en médecine de première ligne en région éloignée.

### Carrière

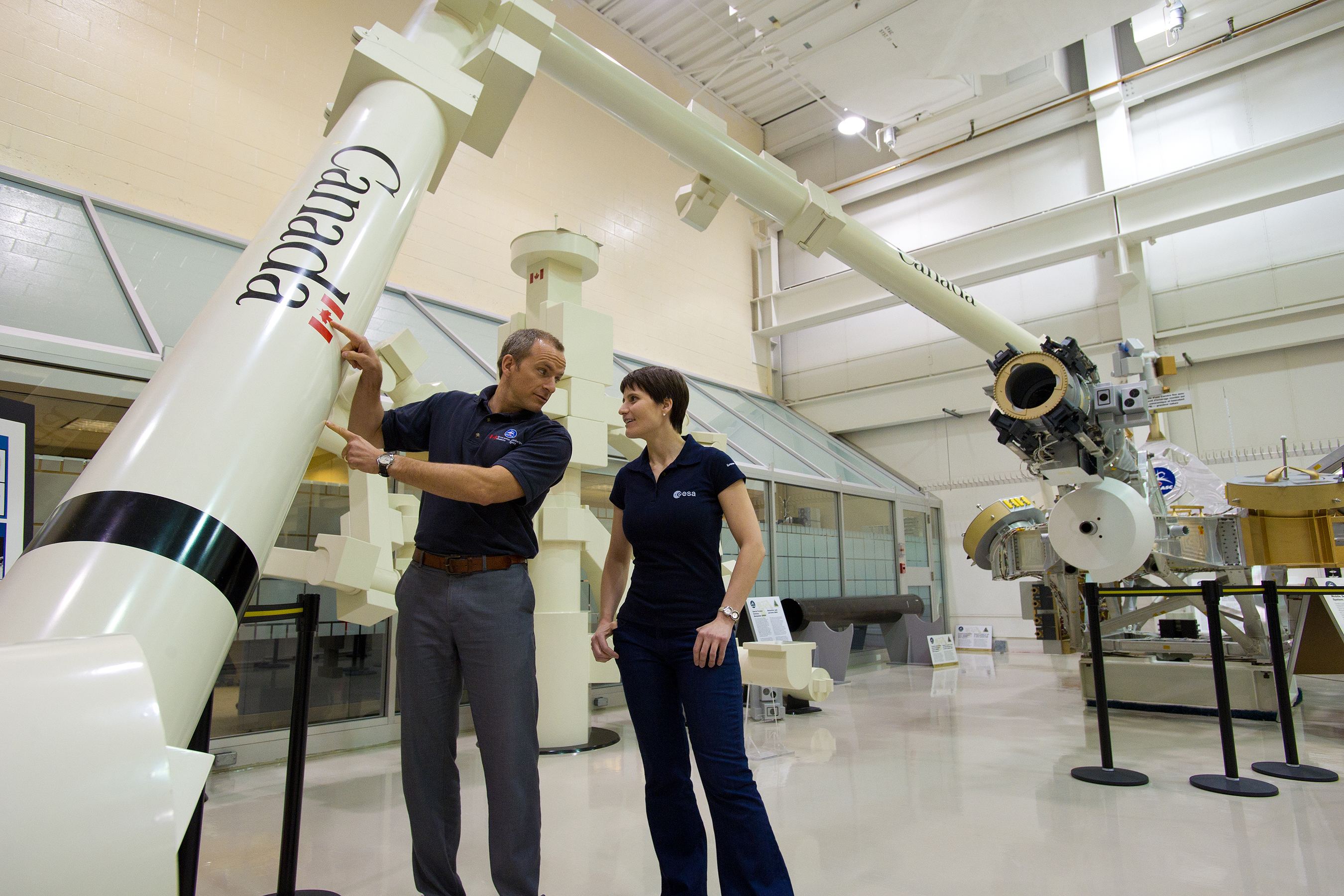
Les astronautes David Saint-Jacques et Samantha Cristoforetti (ESA) à côté d'une maquette du Bras canadien.

En tant que médecin, Saint-Jacques travaille au Centre de santé Inuulitsivik de Puvirnituq, au Nunavik. Il est également chargé de l'enseignement clinique pour la faculté de médecine de McGill auprès des étudiants en stage qui sont dans cette région.
En mai 2009, il est sélectionné parmi plus de 6000 candidats par l'Agence spatiale canadienne comme astronaute, avec Jeremy Hansen. Il déménage à Houston pour rejoindre la 20e classe d'astronautes de la NASA. En 2011, il termine son entraînement d'apprenti astronaute. Depuis, il est assigné au groupe de robotique du Corps des astronautes.

#### NEEMO-15
Le 19 septembre 2011, la NASA a annoncé que Saint-Jacques serait aquanaute à bord du laboratoire sous-marin Aquarius lors de la mission d'exploration sous-marine NEEMO 15 du 17 au 30 octobre 2011. Retardée par les tempêtes et la haute mer, la mission a débuté le 20 octobre 2011. L'après-midi du 21 octobre, Saint-Jacques et ses compagnons sont officiellement devenus aquanautes, ayant passé 24 heures en plongée. La mission NEEMO 15 s'est terminée tôt le 26 octobre en raison de l'approche de l'ouragan Rina.

#### Première mission
Le 16 mai 2016, l'Agence spatiale canadienne annonce qu'il fera partie d'une mission vers la Station spatiale internationale en novembre 2018.
Il décolle le lundi 3 décembre 2018 de la base de Baïkonour à bord du Soyouz MS-11 pour rejoindre la Station spatiale internationale, en compagnie d'un cosmonaute russe, Oleg Kononenko et d'une astronaute américaine, Anne McClain. Il est devenu membre de l'Expédition 57 pendant deux semaines avant de passer à l'expédition 58, qui a officiellement débuté le 20 décembre 2018 lorsque l'équipage précédent a quitté la station. Saint-Jacques, Kononenko et McClain ont par la suite été transférés à l'expédition 59 le 14 mars 2019 avec l'arrivée du Soyouz MS-12. Le 8 avril, Saint-Jacques et Mc-Clain sortent dans le vide spatial. Les astronautes ont posé des câbles de liaison entre le module Unity et la poutre S0. Ils ont également installé des câbles pour assurer une couverture plus étendue des communications sans fil à l'extérieur du complexe orbital. Il est de retour sur Terre le 24 juin avec son équipage après 203 jours dans l'espace.

### Vie privée
Marié, il est père de trois enfants. Il pratique l'alpinisme, la randonnée, le cyclisme, le ski et la voile. Il détient une licence de pilote commercial. Il parle couramment le français et l'anglais et possède une compréhension du russe, de l'espagnol et du japonais.

## Galerie

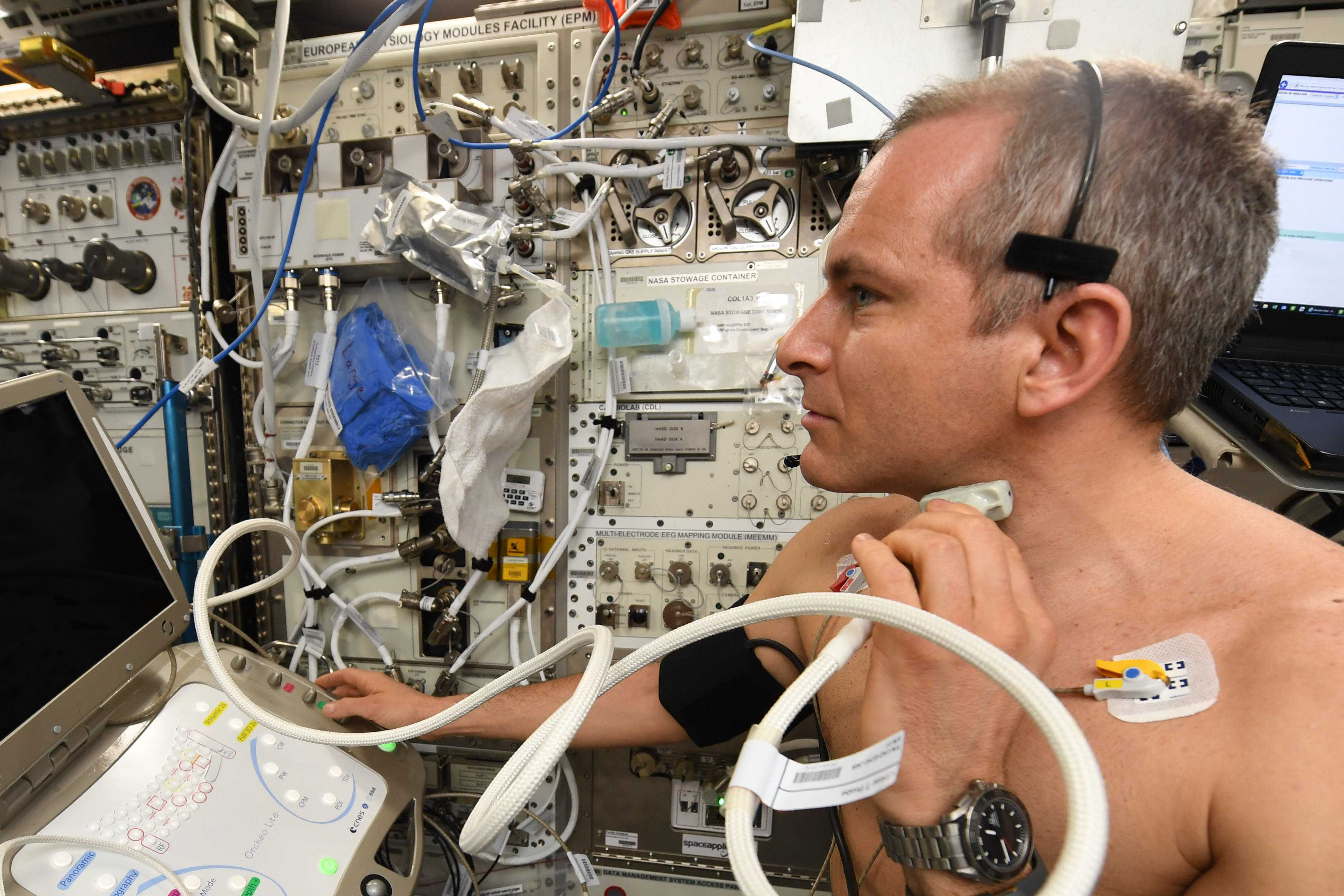
David réalise ici une expérience sur les ultrasons dans la Station spatiale internationale.
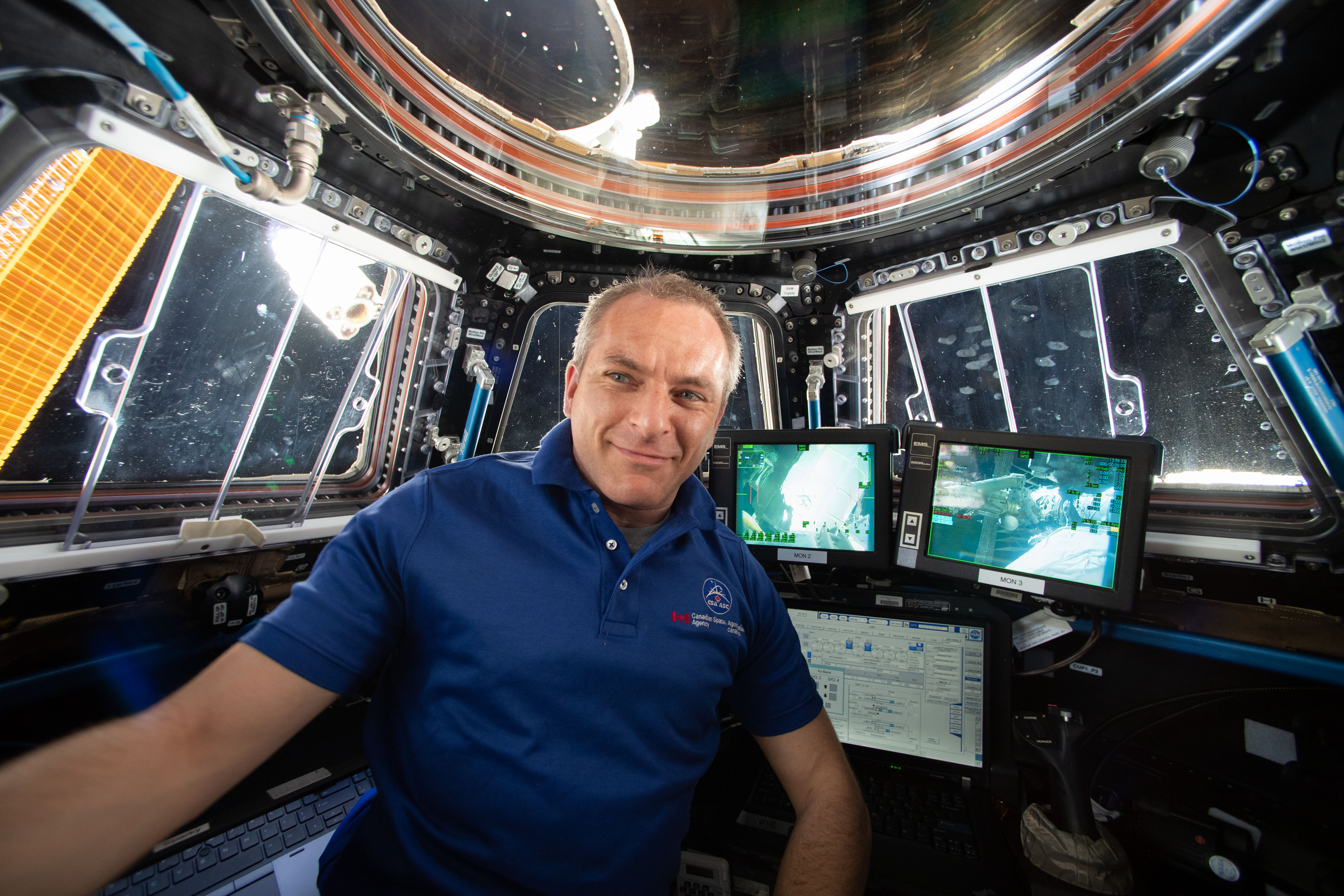
À l'intérieur de la Cupola, module d'où est commandé le bras robotique canadien.
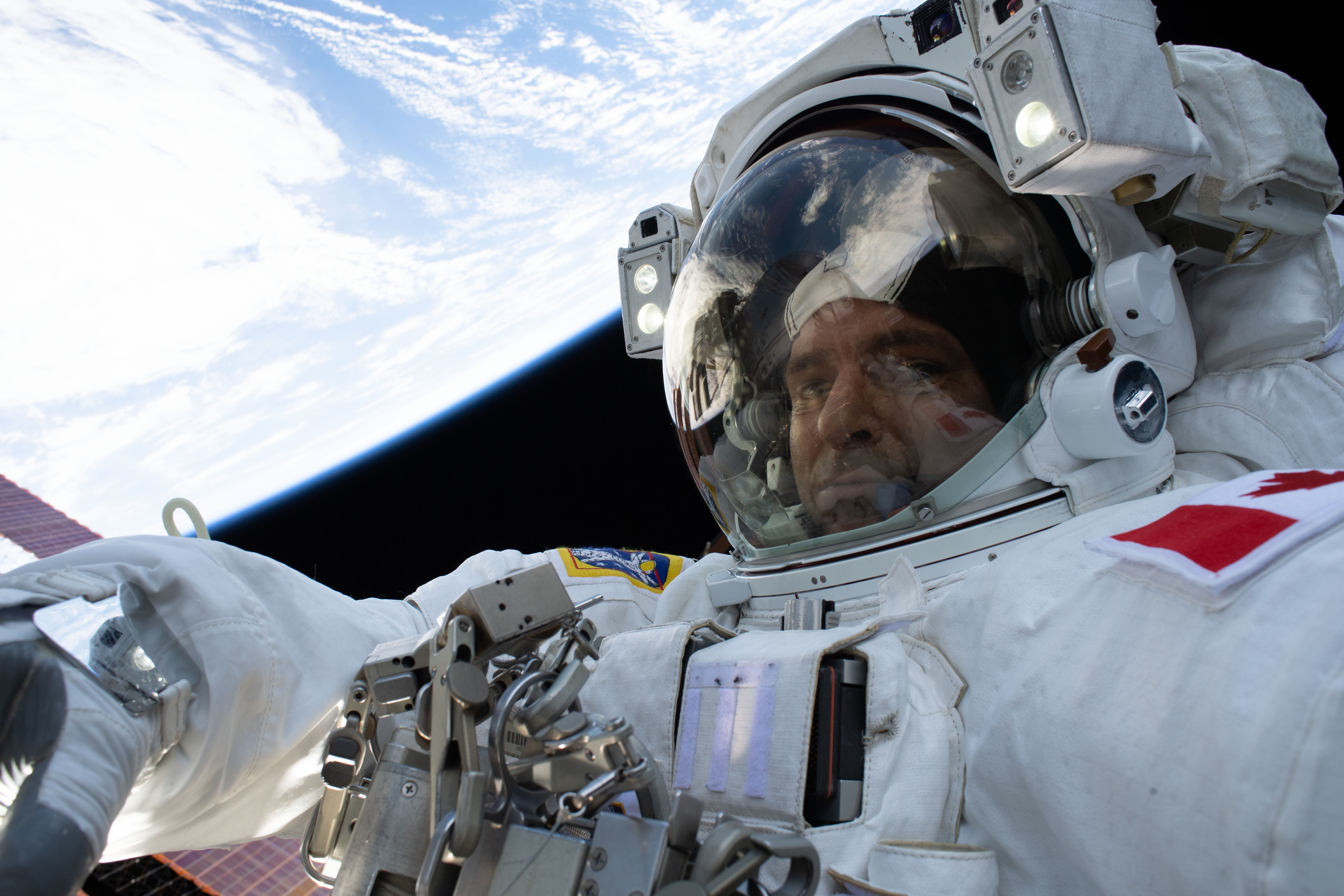
Lors de sa première sortie extravéhiculaire.
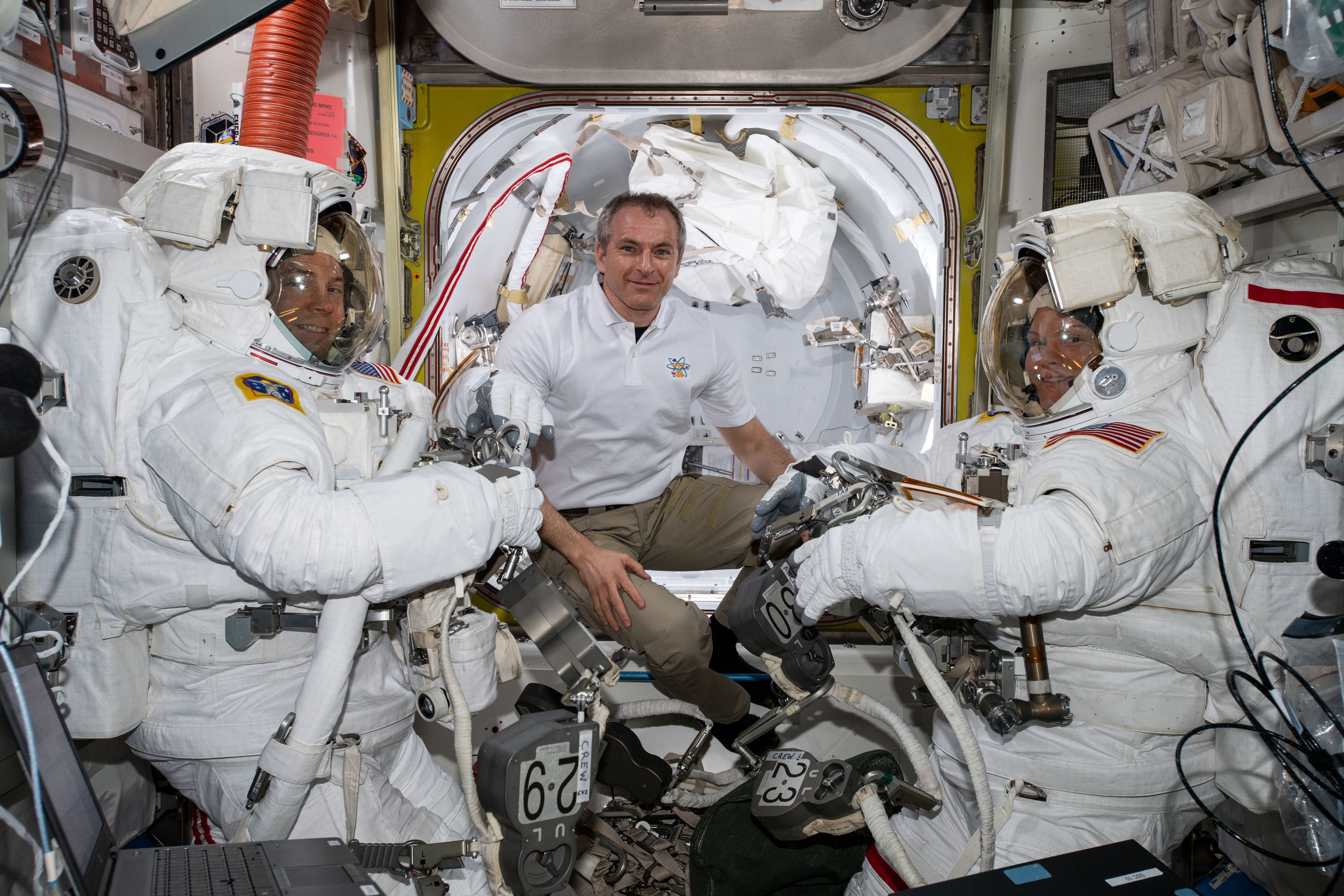
Lors de la première sortie spatiale de l'expédition 59, le canadien aide Anne McClain et Tyler Hague à se préparer à sortir.

## Distinctions honorifiques
- Membre de la Royal Canadian Geographical Society
- Médaille d'or de la Royal Canadian Geographical Society
- Médaille d'honneur de l'Assemblée nationale, 2013[8]
- Officier de l'Ordre du Canada[9]
- Distinction spéciale du Collège des médecins du Québec[10]
- Doctorat honorifique de l'Université de Sherbrooke[11]
- L'astéroïde (10703) Saint-Jacques a été nommé en son honneur[12].